# 극장판 Yes! 프리큐어5 GoGo! 과자 나라의 해피버스데이♪
《극장판 Yes! 프리큐어5 GoGo! 과자 나라의 해피버스데이♪》(일본어: 映画 Yes!プリキュア5GoGo! お菓子の国のハッピーバースディ♪)는 Yes! 프리큐어5 GoGo!의 극장판 애니메이션. 2008년 11월 8일 공개. 프리큐어 시리즈 5주년을 기념해 초~단편! 프리큐어 올스타즈 GoGo 드림라이브라는 단편 애니메이션이 함께 추가되었다.

## 참고 자료
- “映画 Yes!プリキュア5GoGo! お菓子の国のハッピーバースディ♪”. 2021년 9월 5일에 확인함.